# Obserwatorium na Łomnicy
Obserwatorium na Łomnicy (słow. Observatórium na Lomnickom štíte, observatórium Lomnický štít) – obserwatorium astronomiczne na szczycie Łomnicy, położone na wysokości 2632 m n.p.m. Jest to najwyżej położone miejsce na Słowacji, w którym stale pracują ludzie. Wierzchołek Łomnicy w Tatrach Wysokich jest idealnym miejscem do meteorologicznych oraz astronomicznych badań i pomiarów.
Na szczycie góry znajduje się również Monitor Neutronów Wydziału Fizyki Kosmicznej Instytutu Fizyki Doświadczalnej w Koszycach. Instrument ten jest nieustannie w użyciu od grudnia 1981 r., gdy zastąpił starszy.

## Historia
Budynek placówki został wzniesiony w latach 1936–1940 razem z doprowadzoną na szczyt góry koleją linową jako obserwatorium meteorologiczne. Regularne obserwacje odbywają się w nim od 1 października 1940 r. z przerwą od stycznia 1945 r. do końca 1946 r. W latach 1956–1962 na szczycie została utworzona placówka astronomiczna z laboratorium fizyki promieniowania kosmicznego i stacją główną Astronomicznego Instytutu Słowackiej Akademii Nauk. Obecnie prowadzone są tu m.in. regularne, ciągłe obserwacje korony słonecznej – jest to jedno z trzech takich miejsc na świecie.
Obserwatorium powstało jako filia obserwatorium astronomicznego nad Łomnickim Stawem, które rozpoczęło działalność w 1943 r.